# 고긍명
고긍명(高亘明, , 1898년 3월 17일 ~ ?)은 일제강점기의 관료로, 경기도 개성부 출신이며, 본적은 경기도 개성부 남본정이다.

## 생애
1926년 2월 일본 교토 대학 법학과를 졸업했다. 1928년 11월 16일 조선총독부 전매국 속(屬)으로 임명되었으며, 일본 정부로부터 쇼와 대례 기념장을 받았다. 1931년 4월 동우구락부 평의원으로 선임되었고, 경상북도 청송군수(1931년 12월 28일 임명), 경상북도 칠곡군수(1934년 9월 14일 임명), 경상북도 의성군수(1938년 3월 25일 임명), 경상북도 영천군수(1940년 11월 28일 임명), 경상북도 달성군수(1943년 3월 6일 임명)를 역임했다.
경상북도 칠곡군수와 경상북도 의성군수 재직 시절 전쟁물자 공출 업무, 군인 및 그 유가족에 대한 위문 업무, 국방사상 보급 및 선전 업무를 수행하는 등 일본의 침략 전쟁에 적극 협력했으며, 1940년 4월 19일 중일 전쟁에 협력한 공로를 인정받아 일본 정부로부터 훈6등 서보장을 받았다. 1941년 9월 30일 고등관 4등, 1941년 11월 15일 정6위에 각각 서위되었고, 1941년 12월 21일 일본 정부로부터 훈6등 서보장을 받았다.
민족문제연구소의 친일인명사전 수록자 명단의 관료 부문, 친일반민족행위진상규명위원회가 발표한 친일반민족행위 705인 명단에 포함되었다.

## 참고자료
- 친일반민족행위진상규명위원회 (2009). 〈고긍명〉. 《친일반민족행위진상규명 보고서 Ⅳ-1》. 서울. 278~283쪽.